# Ambon (miasto w Indonezji)

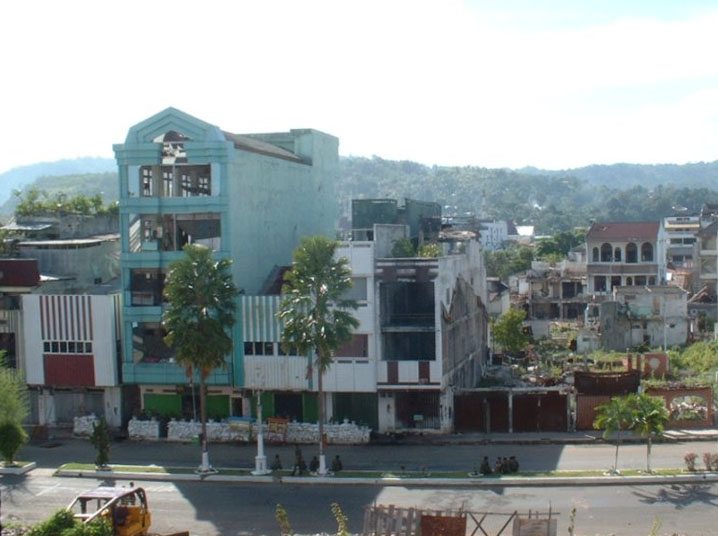
Zniszczenia w Ambon (2001 r.)

Ambon, dawniej Amboina – miasto i port we wschodniej Indonezji, na wyspie Ambon; ośrodek administracyjny prowincji Moluki; 348 tys. mieszkańców (2022).
Przemysł spożywczy i stoczniowy, port lotniczy i morski, wywóz kopry i przypraw korzennych. Dwa uniwersytety: państwowy Universitas Pattimura (zał. 1956) i prywatny Indonesian Christian University of Maluku.
Siedziba rzymskokatolickiej diecezji Amboina.

## Historia
Osada założona w 1512 r. przez Portugalczyków, szybko stała się bazą wypadową na okoliczne wyspy; w pobliżu osiedlili się również Anglicy. W 1605 r. zajęta przez Holendrów, którzy w 1623 r. zniszczyli osiedla angielskie (tzw. Masakra w Ambon).
Holendrzy panowali tu z wyjątkiem dwóch kilkuletnich przerw aż do II wojny światowej. W 1950 r. wybuchła tu na krótko rebelia przeciw władzom nowo powstałej Indonezji. W latach 2000–2002 krwawe zajścia na tle religijnym pomiędzy chrześcijanami a muzułmanami. Efektem tych zdarzeń była liczna emigracja, głównie do Holandii.